# Linus Sebastian
Linus Gabriel Sebastian (født 20 August 1986) er en canadisk YouTube personlighed. Han er grundlæggeren af Linus Media Group og har siden 2013 fungeret som dens administrerende direktør. Sebastian er bedst kendt for at have skabt og være vært for fire teknologikanaler på YouTube, Linus Tech Tips (LTT), Techquickie, TechLinked og ShortCircuit, der har en kombineret abonnentbase på over 20 millioner. Fra 2007 til 2016 var han også en teknologivideo præsentant for den nu nedlagte canadiske computerforhandler NCIX. Han er også ejeren af Floatplane Media.
Linus Tech Tips er per marts 2021 rangeret som det mest viste teknologikanal på YouTube. I 2014 navngav Tubefilter kanalen som værende inden for de "top 1% af Googles foretrukne annoncekanaler' på YouTube under teknologikategorien. I 2015 rangerede Inc. magazine Sebastian som nummer fire på en liste over de "top 30 magtspillere inden for teknologi".